# Сибуртюменьгаз
«СибурТюменьГаз» — дочернее предприятие ПАО «СИБУР Холдинг», объединяющее семь газоперерабатывающих заводов в Ханты-Мансийском и Ямало-Ненецком автономных округах России. В составе компании действуют Белозерный ГПЗ, Вынгапуровский ГПЗ, Губкинский ГПЗ, Нижневартовский ГПЗ, «Няганьгазпереработка», Южно-Балыкский ГПЗ, Южно-Приобский ГПЗ (СП с ООО «Газпромнефть - Хантос»), а также Региональный центр обеспечения производства.

## Производство
В состав «СибурТюменьГаза» входят 7 газоперерабатывающих заводов и Региональный центр обеспечения производства.
Газоперерабатывающие заводы
Газоперерабатывающие заводы осуществляют прием и переработку попутного нефтяного газа, добываемого на территории Тюменской области, ХМАО и ЯНАО. Основной задачей является утилизация ПНГ, которая приводит к сокращению объемов газа, сгорающего на факелах. В результате переботки побочного продукта нефтедобычи получается сырье для нефтехимии  Общая проектная мощность составляет 25,4 млрд. кубометров ПНГ в год.  Основными продуктами являются СОГ, ШФЛУ, ПБТ, БГС.
Региональный центр обеспечения производства
Региональный центр обеспечения производства осуществляет следующие виды деятельности: погрузочно-разгрузочные работы на железнодорожном транспорте, хранение нефти и продуктов ее переработки, производство работ по монтажу, ремонту и обслуживанию средств обеспечения пожарной безопасности зданий и сооружений, эксплуатация электрических и газовых сетей, оказание транспортных услуг, изготовление и ремонт средств измерений, реализация невостребованного имущества. 

## Собственники и руководство
«СибурТюменьГаз» является дочерним предприятием ПАО «Сибур-Холдинг»
Генеральный директор с 2023 года – Олифиренко Александр Евгеньевич.  

## ЧП на реке Обь
- 6 марта 2021 года акватории реки Обь в 2 км от Ермаковской переправы после утечки широкой фракции легких углеводородов (пропан-бутан) на подводном переходе продуктопровода СибурТюменьГаза «Нижневартовский ГПЗ — Южно-Балыкский ГПЗ» начался пожар на площади ок. 1 тыс. м². Следственным комитетом начата проверка после возгорания углеводородов около Нижневартовска[3][4][5]. Росприроднадзор оценил ущерб от аварии на газопроводе в ХМАО в 284 млн рублей. РТН ранее указал, что чуть более 22 тонн газовой смеси оказало воздействие на реку. Первоначальные данные о большем объеме газа, попавшем в Обь не подтвердились.[6] В "Сибуре" сообщили ТАСС, что представители "Сибуртюменьгаза" ознакомились с выводами надзорных органов. "В ходе расследования происшествия "Сибуртюменьгазом" была предоставлена вся необходимая документация и оказывалось всестороннее содействие надзорным органам. Предприятие возместило ущерб в полном объеме в установленном законом порядке", - добавили в компании. [7]

## Социальная ответственность
С 1 февраля 2016 года в ключевых городах деятельности компании запущена единая благотворительная программа СИБУРа «Формула хороших дел». Она осуществляется по шести направлениям, которые охватывают все наиболее важные общественные сферы: развитие городов, образование и наука, спорт и здоровый образ жизни, охрана окружающей среды, культура и волонтерство.